# Thomas Iwan
Thomas Iwan (* 1985) ist ein deutscher Politiker. Seit 2022 ist er Landesvorsitzender der Partei Die Linke in der Freien und Hansestadt Hamburg.

## Leben
Iwan studierte Volkswirtschaft und Bauingenieurwesen in Hamburg und Berlin. Danach war er in einem Ingenieurbüro tätig. Seit 2019 hat er eine Position als Projektingenieur beim Hamburger Landesbetrieb Straßen, Brücken und Gewässer inne.
Iwan ist Mitglied der Partei Die Linke und Vorstandsmitglied des Ortsverbandes Wandsbek Kern, der die Hamburger Stadtteile Eilbek, Jenfeld, Marienthal, Tonndorf und Wandsbek umfasst. Bei der Wahl der Bezirksversammlung Wandsbek im Jahr 2019 erhielt er in Wahlkreis 1 ein Mandat. In der Bezirksversammlung ist er stellvertretender Fraktionsvorsitzender der Linken sowie Mitglied des Ausschusses für Haushalt und Kultur, des Jugendhilfeausschusses und des Regionalausschusses Wandsbek Kerngebiet.
Im September 2022 wurde Thomas Iwan auf dem achten Parteitag des Hamburger Landesverbandes der Linkspartei (zusammen mit Sabine Ritter) zum Landessprecher gewählt. Er erhielt rund 72 Prozent der Stimmen. Unterstützt wurde seine Wahl durch die eher moderat und realpolitisch einzustufende Gruppe „Konkret Links“. Iwan stuft sich selbst als progressiver Linker ein. Eine Koalition mit SPD und Grünen lehnt er ab, seine Partei könne in der Opposition mehr für die Menschen tun. In seiner Bewerbungsrede zum Landessprecher hob er die Bedeutung aktiven Handelns gegenüber reiner Problemanalyse hervor, um Ziele wie die Beseitigung von Armut zu erreichen.
Iwan ist Vater eines Sohnes.